# Robert Duncanson
Robert Scott Duncanson (ur. 1821, zm. 21 grudnia 1872) – amerykański malarz pejzażysta, malujący w stylu Hudson River School. Był pierwszym Afroamerykaninem, który zdobył międzynarodowe uznanie.
Wiele podróżował, malował krajobrazy Karoliny Północnej, Nowej Anglii, Pensylwanii i Szkocji. Wykonywał również dagerotypy.

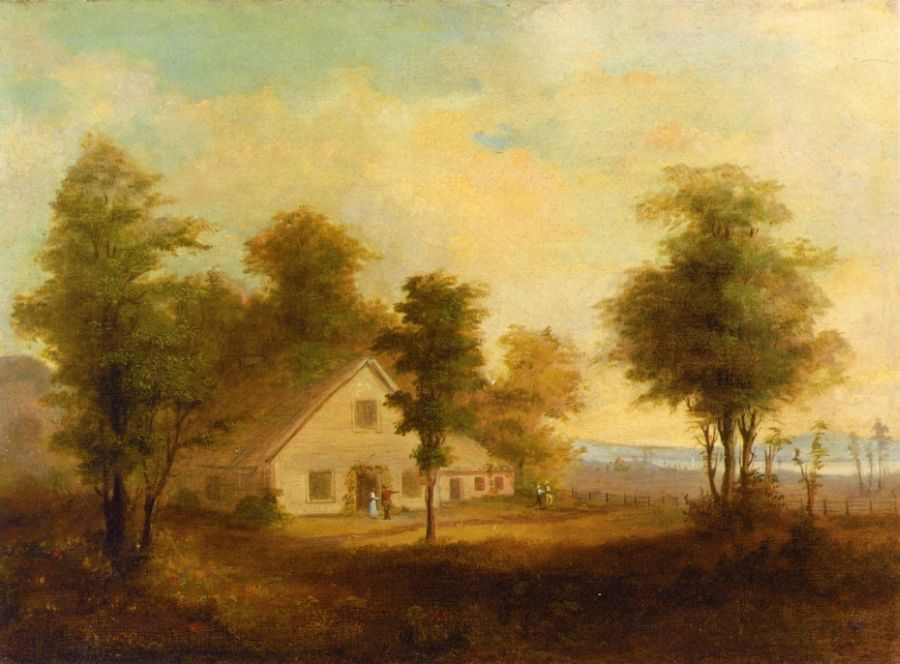
Lato, 1849

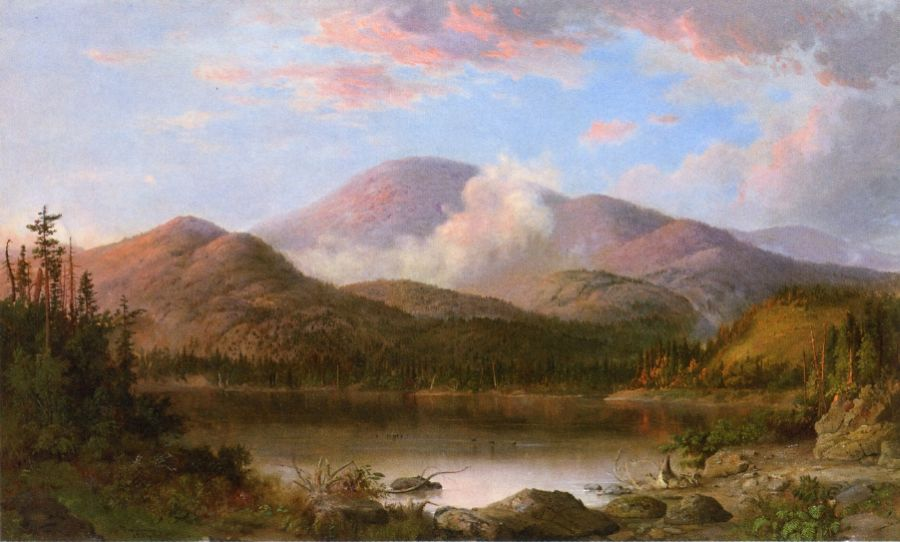
Góra Oxford, 1864

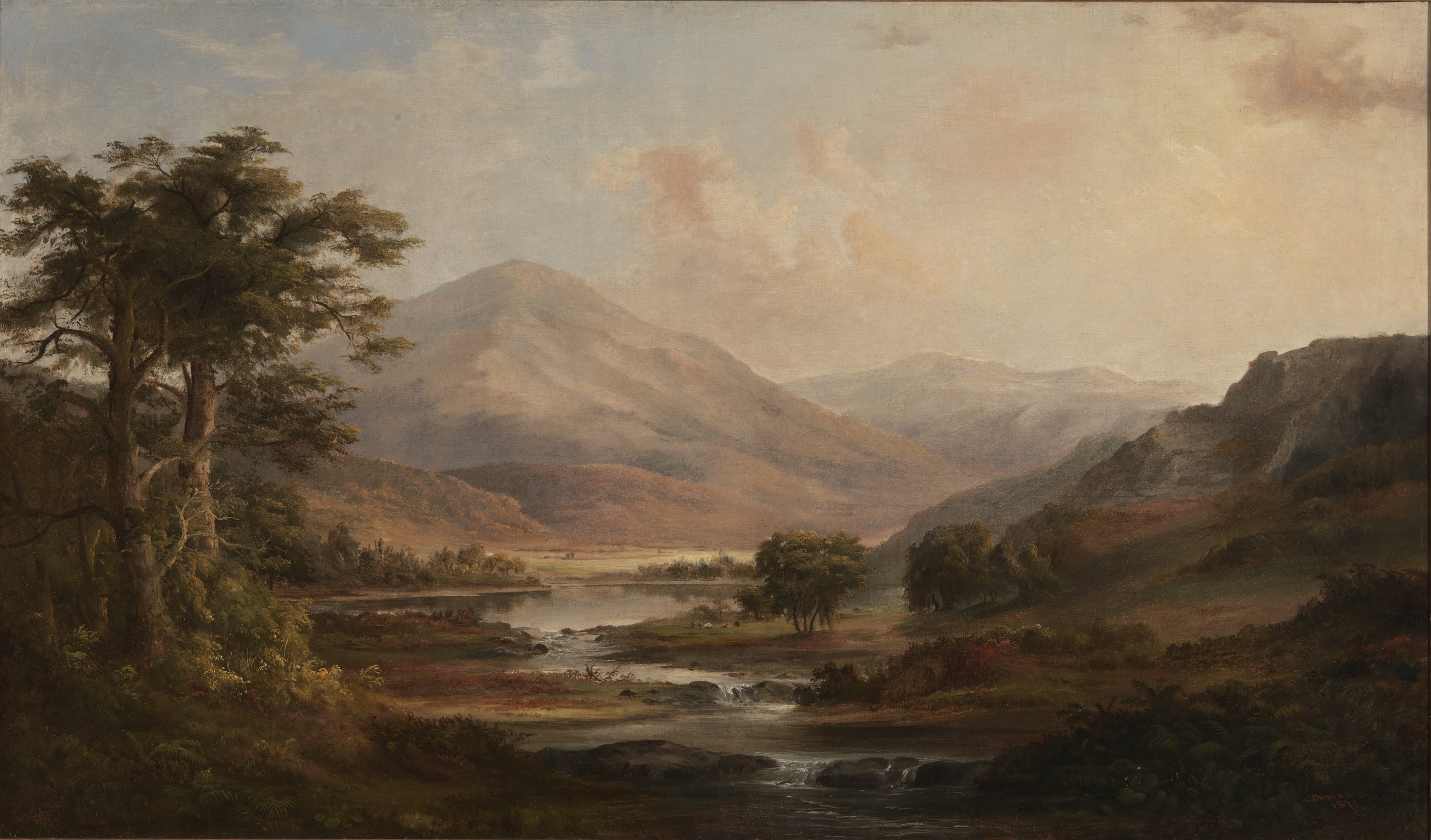
Krajobraz szkocki, 1871

## Wybrane prace dostępne w galeriach publicznych
- Roses Fancy Still Life, 1843
- Drunkard's Plight, 1845
- Cliff Mine, Lake Superior, 1848
- Mayan Ruins, Yucatan, 1848
- View of Cincinnati, Ohio From Covington, Kentucky, 1851
- The Garden of Eden, 1852
- Uncle Tom and Little Eva, 1853
- Italianate Landscape, 1855
- The Rainbow, 1859
- Land of Lotus Eaters, 1861
- Cottate Opposite Pass at Ben Lomond, 1866
- Loch Long, Scotland, 1867
- Dog's Head Scotland, 1870
- Landscape, 1870